# Landry de Nevers
Landry ou Landri de Nevers ou de Maers (vers 970 - 1028), est le premier comte de Nevers héréditaire connu (989-1028).

## Famille
Quatrième du nom (actuellement connu) au sein de sa parentèle, Landry est le premier comte de Nevers héréditaire connu.
Son père se nommait Bodon et ne doit pas être confondu avec un premier Bodonem cité dans l'Histoire des comtes de Nevers comme le fils de Landry (I), neveu de Hildegaire. Bodon, Bodo de Montibus est le seigneur de Monceaux-le-Comte, il fit construire le château de Monceaux,. Il a au moins un fils, Landry (IV) de Nevers ; et peut-être un autre fils qui aurait été reçu moine à Cluny,.
Sa mère, l'épouse de Bodon est inconnue mais une hypothèse fondée sur un passage de l'Origo et historia brevis nivernensium comitum lui donne une origine angevine.
Conjoint, enfants
Vers 990, il est titulaire du comté de Nevers, par dévolution de son beau-père Otte-Guillaume qui administrait jusqu'alors le Nivernais. Ce transfert fut effectué avec l’assentiment du duc Henri Ier de Bourgogne et l'accord du roi Robert II le Pieux.
C’est vers le milieu de ces années 990 que Landry est uni à Mathilde, la fille du comte de Mâcon-Bourgogne Otte-Guillaume – union prestigieuse avec cette descendante des Anscarides. Landry aurait eu d’un premier lit des fils (portant les noms traditionnels de sa famille : Landry, Bodon ou Robert), mais qui seront écartés du droit au titre comtal de Nevers, réservé aux héritiers à venir d'avec Mathilde (Renaud et Guy) – condition sans doute requise pour achever la dévolution du comitatus nivernais initiée quelques années auparavant.
De sa première union, Landry aurait eu trois enfants connus :
- Bodon de Nevers[n 3] (avant 995 - ~1023). Il devient comte de Vendôme par mariage avec Adèle d'Anjou, fille de Foulques III Nerra[7], recevant le titre au décès de l'oncle maternel de sa femme[3] ;
- Landry de Nevers (né avant juillet 1002)[n 3],[3] ;
- Robert de Nevers († ~1032). Il est fiancé avant 1028 à Mathilde (Mahilde), fille de Gimonis seigneur de Château-Gordon (Sancerre ; Gimon est un fidèle du comte Landry, qu'il accompagne vers 1027 dans une campagne menée contre Gilon Ier de Sully en représailles de ses exactions) et de sa femme[n 4],[n 5]. Le mariage n'est pas consommé et Mathilde se fait nonne : en 1034, elle restaure l'abbaye de Saint-Satur[3].

De son union avec Mathilde de Bourgogne (vers 983 - 1005), fille d'Otte-Guillaume, comte de Bourgogne, et d'Ermentrude de Roucy, il a eu pour enfants :
- Renaud Ier de Nevers[n 6], (Rainaldi, † 1040). Il épouse Alix de France (Advise, Hedwige, Avoie), fille du roi Robert II le Pieux et de sa troisième femme Constance d'Arles. Renaud devient comte de Nevers à la mort de son père en 1028[n 4]. Le frère de sa femme, Robert Ier de Bourgogne, décide, en tant que successeur du duc Henri Ier, de récupérer le comté d'Auxerre et attaque Renaud, qui est tué par un soldat le 29 mai 1040[n 7] à Saligniacum, vraisemblablement Seignelay[n 8],[9]. Il est enterré à l'abbaye Saint-Germain d'Auxerre[3],[10] ;
- Guy le Petit Bourguignon de Nevers († après 1035). Il est cité dans deux[3] chartes[n 4] de donation pour l’abbaye de Cluny (une datée de juin 1023 et l'autre d'avant 1032), mais il n'est pas sûr que ce soit le même « Widonis ». Une des chartes indique ce Widoni marié à une Acherada[n 9].

Mathilde décède le 13 novembre ou le 13 décembre au plus tôt en 1005.

## Biographie

### Comte de Nevers (989)
Vers 990, son beau-père Otte-Guillaume (fils adoptif du duc duc Eudes-Henri de Bourgogne, premier comte de Bourgogne (982-1026) et comte de Mâcon par mariage avant 981 ou 982), le fait comte de Nevers pour sa fidélité,.
Lebeuf cite Hugues le Poitevin, rédacteur de la Chronique de Vézelay, qui donne de Landry un portrait flatteur : « Son château était ouvert aux riches et aux pauvres généralement qui allaient à Rome. Il les recevait tous indifféremment, & leur faisait bon accueil. […] Il donna de vive voix à l'abbaye de Saint-Germain d'Auxerre, le prieuré de S.Sauveur en Puisaie et celui de S.Pierre de Dezize en Nivernois […] il accorda à la même abbaye le privilège d'exemption des droits de garde pour le prieuré de Mazilles […] en Nivernois ». Concernant ces biens en particulier, Landri se contente en réalité de consentir à respecter ces remises de droits de garde et de maréchaussée accordées en premier lieu par le duc Eudes-Henri pour « Iranci, Aucep, Blegny et autres » terres possédées par Saint-Germain. Il fait cependant une donation de plusieurs biens à l'abbaye de Flavigny le 28 juillet 1002, et à l'abbaye de Cluny en 1010,.
Une satire de l'époque, Rythmus Satiricus, fait de lui un tout autre tableau d'un être machiavélique et plein de mauvaises intentions, l'accusant entre autres d'avoir « aidé à maintenir le deuxième mariage de Robert II avec Berthe de Bourgogne ».

### Attaque par Archambaud de Bourbon
Selon la chronique de Vézelay, Archambaud de Bourbon (fils d'Archambaud Ier, petit-fils d'Aymon Ier lui-même cousin de Hugues le Grand et de Hugues Capet) attaque Landry la même année 990 pour une question de frontière : « Bellum inter ligerim et elaverim fluvios inter Landrium comitem Nivernensen et Archambaldum principem ». Les annales du Nivernais citent une bataille entre Landricum comitem et Archimbaldum aux Ides d'août 991.

### L'affaire Ascelin de Laon
En 993, Landry de Nevers a réuni des preuves pour mettre en accusation l'évêque Ascelin de Laon devant les rois capétiens. Ce dernier aurait comploté  avec l'empereur Otton III et le comte Eudes Ier de Blois pour placer le royaume des Francs de l'Ouest sous domination impériale. S’ensuit le procès dont nous avons deux précieux témoignages écrits : le récit de Richer et un poème de l’accusé lui-même, Ascelin. Ces deux sources s’éclairent mutuellement sans se contredire sur le fond. Ascelin reproche à Landry d'avoir fait échouer le rapprochement tenté entre capétiens et ottoniens, l'évêque voulant faire passer le royaume franc sous la préséance de l'empereur des romains et des germains afin de faire revivre l'unité de l'empire chrétien d'Occident. Mais les deux rois eux refusent catégoriquement toute idée de subordination politique de la Francie occidentale. Et Ascelin doit répondre devant un tribunal de cette trahison. Landry est le témoin principal de l’accusation. Ascelin de Laon semble n’être pas allé jusqu’au bout de sa plaidoirie, il la terminera a posteriori, après avoir recouvré sa liberté et sa fonction, au travers de son poème "Rithmus satiricus". Pour le remercier de son action, Hugues Capet et son fils Robert II aurait fait de Landry le dapifer, le sénéchal de la cour royale.

### Succession de Eudes-Henri de Bourgogne (1002-1005)
Le duc Eudes-Henri Ier de Bourgogne, meurt en 1002 sans postérité, laissant un fils adoptif Otte-Guillaume et son neveu, le roi Robert II le Pieux comme héritiers possibles du duché de Bourgogne. Une guerre de succession de plus de trois ans s'ouvre. Landry de Nevers soutient son beau-père Otte-Guillaume et occupe Auxerre.

L'évêque d'Auxerre depuis 999 est Hugues de Chalon, également comte de Chalon et entièrement dévoué au roi — contre son propre neveu (Otte-Guillaume est le fils de Gerberge (en), demi-sœur de Hugues). Face à la très grande opposition qu'il rencontre à Auxerre, ville particulièrement dévouée à la cause bourguignonne, le comte-évêque passe une grande partie de cette période agitée retiré sur ses terres pendant la durée du conflit, tenant ferme son comté contre le parti d'Otte-Guillaume.
Robert II fait appel au duc de Normandie Richard II, qui réunit 30 000 hommes. Après deux sièges infructueux, l'un devant Auxerre et l'autre devant l'abbaye Saint-Germain (toujours hors des murs de la ville à cette époque), en 1003 puis un dernier siège en 1005, le roi accepte d'envisager la paix avec Landry. La paix est revenu dans les comtés d'Auxerre, de Nevers et d'Avallon.
Plus tard, nous retrouvons Landry de Nevers, en 1023, lors d'un concile de paix : le concile d’Héry, présidé par l'archevêque de Sens Léotheric en présence du roi, de Gosselin archevêque de Bourges. Il vise à pacifier les relations entre le roi et le comte Eudes II en Bourgogne et en Champagne. Héry est tout proche des domaines du comte de Blois et de Troyes.
Puis Renaud le fils de Landry se fiance à la fille du roi Robert II, qui apporte en dot le comté d'Auxerre.

### Décès
Landry meurt au château de Gourdon le 11 mai 1028,.